# Ciudad Deportiva del Rey Abdalá
El estadio Ciudad Deportiva del Rey Abdalá (en árabe: مدينة الملك عبدالله الرياضية, en inglés: King Abdullah Sports City), también llamado La Joya Brillante, es un estadio multiusos ubicado en la ciudad de Yeda, Arabia Saudita. Lleva su nombre en honor al ex monarca saudí Abdalá bin Abdulaziz, quien gobernó al país entre 2005 y 2015. Fue inaugurado el 1 de mayo de 2014, y actualmente posee una capacidad para 62 345 espectadores, convirtiéndolo en el segundo inmueble más grande e importante de esta nación por detrás del estadio Internacional Rey Fahd de la capital Riad.
Está dedicado principalmente a la práctica del fútbol y es utilizado por los clubes de la ciudad Al-Ittihad Jeddah y Al-Ahli Saudi. Durante un periodo corto este último compitió en la Segunda División tras su descenso en la temporada 2021-22, disputó la mayoría de sus encuentros como local en el estadio Príncipe Abdullah al-Faisal con capacidad para 27 000 personas.

## Eventos
El 16 de enero de 2019 tuvo lugar la Supercopa de Italia 2018 en el recinto, en donde la Juventus de Turín venció al Milan con marcador de 1-0.
Más tarde, entre el 8 y 12 de enero de 2020 se desarrolló la Supercopa de España, en dónde el Real Madrid consiguió su undécimo título en el certamen al derrotar en la final por 4-1 en la tanda de penales al Atlético de Madrid, mientras que entre el 8 y 12 de enero de 2025 se jugó la edición de ese año del mismo certamen, en dónde el club Barcelona consiguió su decimoquinto título al derrotar en la final por 5-2 al Real Madrid.
En 2025 se jugaron partidos de la fase final de la renovada Liga de Campeones Élite de la AFC, incluida la final única ganada por el equipo local Al-Ahli Saudi ante el Kawasaki Frontale de Japón.